# Gusladada
Gusladada, jedno od malenih plemena Athapaskan Indijanaca nastanjeno u dolini gornjeg Illinoisa u jugozapadnom Oregonu. Jezik ovih Indijanaca srodan je jezicima plemena Applegate (Dakubetede) i Galice (Taltushtuntude). Talsalsan, njihovo glavno seosko središte na rijeci Illinois bilo je važno trgovačko središte tamošnjih Athapaska. Posljednji pripadnik ovog plemena bio je John Poncy na rezervatu Siletz.

## Vanjske poveznice
- The Athabaskan languages